# Тырнаклы
Тырнаклы (башк. Тырнаҡлы) — башкирский род в составе племени Айле (ай).
Родовые подразделения: бүреҫ (бурее), ҡомый (кумый), күкйүргәк (кукюргек), оҙон бармах (узун бармак), рахманғол (рахмангул), юламан, сутыш тораморон, мимес, хулым, кыргыз (киргиз), әнжәк (анжак). Род тырнаклы 'тырнаклы' как топоним не зафиксирован (Сиражитдинов, 2000, С.117).
Родовая птица — Ҡыйғыр (кречет); родовое дерево — тополь, черёмуха(общее с  айлинцами); оран (боевой клич) — һандал (наковальня), салауат.
Этноним связывают с тамгой тырнак («коготь, ноготь»). На Урале компактно селились по берегам реки Ай.
Раиль Гумерович Кузеев отмечает, что представителей рода тырнаклы башкирского племени ай называли сырдарьинскими башкирами, подкрепляет достоверность этого представления наличием в Аральском море полуострова Куктырнак.

## История рода
Бижанова (2006, С.35) относит этнонимы ай, тырнаклы, сарт, канглы к огузо-кыпчакский пласту (X—XII вв.). По родовым легендам, пришли вместе с ай и Мурзалар с Амударьи и Башкирских гор» (отроги Копетдага).
По одному из шежере, родоначальником рода считается Иштяк-хан, общий предок башкир. Его 8 сыновей-эпонимы башкирских родов и племён: Бикатун (Бикатин), Дуван, Кубяляк, Сарт, Тамъян, Тюбэляс, Тырнаклы, Усерган.
По шежере башкир-тырнаклы установлены их родовые населённые пункты (Р. М. Булгакова, М. X. Надергулова, стр. 189)
В списках 1725—26 кунгурского бургомистра Юхнева Тырнаклинская вол. отсутствует; в списке П. И. Рычкова (1737) Тырнаклинская тюба отнесена к Айлинской вол., где числилось всего 113 дворов. В картах воен. действий 1735—37 Тырнаклинская вол. отмечена по р. Ай севернее Саткинского и Усть-Катавского заводов. По данным 8-й ревизии (1833), в Тырнаклинской вол. Уфимского уезда значилась 1 деревня — Лагерево [др. назв. Иәскәй (Васкино), Иҫке-йорт (Иски-юрт); впервые упоминается в документ. источниках под 1740], где проживало 497 чел.; в военном отношении она была приписана к 3-й тюбе 4-го Зап. башкирского кантона. В Троицком уезде числились тырнаклинские деревни: Ибраево (Соӊҡа, Сөӊкә), Елгилдино [(әнйәк(тә), Тишек казан; 1795], Сагирово (Сутышево; 1740); Ст. Мухаметово (Сыуашкин, Тораморон — от «журавлиный клюв», связанный с тотемом; 1740), Тиряково (1816), Юкаликулево (Юкали; 1760), Яуново (Жауново, Чуваш; 1740); в военном отношении они были приписаны к 9-й тюбе 8-го кантона; общая числ. нас. составляла 2454 чел. В некоторых источниках к Уфим. уезду отнесены тырнаклинские деревне Еланлино (1795), Ишменево (1765), Кыдырово (1737), Сирюкаево (1765), Шаряк (Ширяево; 1795); к Троицкому — Баймухаметово (1795). В кон. 19 в. в Тырнаклинской вол. Златоустовского уезда проживало 2886 башкир, в 15 деревнях припущенников (татар, мишарей, русских, марийцев) — 10 541 чел.
Тырнаклинцы активно участвовали в башкирских восстаниях 17—18 вв. Так, в марте 1739 мишарский старшина Янеш Абдуллин доносил в Уфим. провинциальную канцелярию, что в дер. Васкино, в доме Асы Васкина, собралось более 100 башкир (в том числе старшины соседних волостей), к-рые сговариваются оказать вооруж. сопротивление переписи населения. В февр. 1740 в деревне Ст. Мухаметово Тырнаклинской вол., предположительно в доме старшины Ярмухамета Хаджиева, башк. старшины (Айской вол.— Аланзиянгул, Дуванской — Минлияр Карабаев с сыном, Каратавлинской — Исламгул Юлдашев, Куваканской — Саиткул-батыр и другие) провозгласили Карасакала башкирским ханом; прибывшие с «верными» войсками в соседнюю дер. Васкино старшины [Шайтан-Иудейской вол. (см. Кудей) — Шиганай Бурсыкаев, Кущинской — Кузяш-мулла Рахмангулов, Сартской — размет Сираев] попытались арестовать Карасакала и 28 активных участников восстания 1735—40; небольшой отряд повстанцев во главе с Карасакалом и Аланзиянгулом, переправившись через р. Ай, заставил отступить «верных» башкир. В ходе подавления восстания тырнаклинцы потеряли 184 чел. (мурзалар — 247, дуван — 259).
С началом Крестьянской войны под предводительством Е. И. Пугачёва вернувшийся из-под Оренбурга в чине полковника Салават Юлаев (дек. 1773) создал в дер. Үәскәй (Васкино) укреплённый лагерь (отсюда др. назв. деревни — Лағыр, или Лагерево) и приступил к формированию повстанческой армии. Яун Чувашев, старшина Тырнаклинской вол., в которой числилось 184 двора, выставил около 100 чел.; за короткое время был собран 8-сотенный отряд. В янв. 1774 Яун Чувашев вместе с сыном участвовал в походе на Красноуфимск и штурме Кунгура, 11 нояб. явился с повинной (вместе с Юлаем Азналиным) в Чел. к И. Л. Тимашеву; в 1784 ещё служил старшиной.
Ныне тырнаклинцы живут в 4 деревнях Салаватского (Ельгильды, Лагерево, Новые Турналы, Шаряк) и 7 деревнях Кигинского (Ибраево, Ново-Мухаметово, Сагирово, Старомухаметово, Ураково, Юкаликулево, Ягуново) районов Республики Башкортостан.